# Hieracium insulare
Hieracium insulare es una especie de planta con flor del género Hieracium, de la familia Asteraceae, orden Asterales.

## Distribución
Hieracium insulare se distribuye por Escocia.

## Taxonomía
Fue descrita científicamente por (F. Hanb.) F. Hanb.
Tratamiento taxonómico
La especie aparece registrada y publicada en J. Bot.